# 小行星6051
小行星6051（6051 Anaximenes）是一颗绕太阳运转的小行星，为主小行星带小行星。该小行星于1992年1月30日发现。

## 轨道参数
小行星6051的轨道半长轴为3.1728002 UA，离心率为0.153。